# Simba-Dickie-Group
Die Simba Dickie Group (Eigenschreibweise: SIMBA DICKIE GROUP) ist eine Unternehmensgruppe mit Sitz in Fürth, die verschiedene Spielzeugunternehmen und deren Marken umfasst.
Bei der Simba Dickie Group handelt es sich im handelsrechtlichen Sinn jedoch weder um einen Konzern noch um ein Konglomerat. Im Verhältnis zueinander handelt es sich bei den meisten Firmen um Schwesterfirmen, die gesellschaftsrechtlich nicht miteinander verbunden sind. Es wird keine Konzernbilanz erstellt. Alle Angaben zur Anzahl der Mitarbeiter und dem erzielten Umsatz sind Eigenangaben, die nicht geprüft werden können. Von einer einheitlichen Führung ist aber auszugehen, da sich alle Firmen und Beteiligungen im Besitz der Familie Sieber befinden.
Im Umfeld der Spielwarenmesse 2023 in Nürnberg hat Simba-Dickie mitgeteilt, dass der Umsatz von 754 Mio. Euro im Jahr 2021 auf 702 Mio. Euro im Jahr 2022 gesunken sei. Im Jahr 2023 sank der Umsatz auf 675,2 Mio. Euro. Im Jahr 2024 wurde ein zusammengerechneter Umsatz von 711,7 Mio. EUR erzielt.

## Geschichte
Der Grundstein für die spätere Simba Dickie Group wurde 1993 durch das Zusammengehen der beiden Unternehmen Simba Toys und Dickie Toys gelegt.
Simba Toys war 1982 von Fritz Sieber und seinem Sohn Michael in Fürth gegründet worden. Zunächst importierte das Unternehmen in erster Linie aus Fernost.
Bereits 1971 hatte Wolfgang Sauerborn das später in Dickie Toys umbenannte Unternehmen gegründet. Dieses wurde nach seinem Tod 1993 von Simba Toys übernommen.
Im Laufe der Jahre wurden immer mehr Spielzeughersteller und -marken akquiriert. Anfangs arbeiteten bei Simba Toys nur fünf Mitarbeiter. Heute sind es weltweit 2900 Beschäftigte. Das Spielwarensortiment umfasst über 10.000 Artikel. Hauptfirmensitze befinden sich neben Fürth im französischen Langeais und Lavans und in Hongkong sowie in Doetinchem und Kalifornien. Neben Produktionsstandorten in verschiedenen Ländern Europas und Asiens verfügt die Gruppe über ein weltweites Vertriebsnetz.
Der Gesamtumsatz stieg von 500 Millionen Euro im Jahr 2009 auf 616 Millionen Euro im Jahr 2018. Rund 70 Prozent des Umsatzes werden im Ausland erwirtschaftet.
Im März 2013 übernahm die neu gegründete Sieber & Sohn GmbH & Co. KG den Modelleisenbahn-Hersteller Märklin. Michael Sieber hatte mit seinem Sohn zusammen die Firma gegründet.

## Unternehmen und Marken der Simba-Dickie-Group
- Simba Toys: Produktion und Vertrieb von Puppen, Babyspielzeug, Kinderhaushaltsgeräten und Musikspielwaren (z. B. Steffi Love, Madeleine und My Musik World)
- Dickie Spielzeug (1993 erworben): Produktion und Vertrieb von Fahrzeugen aller Art. Neben der Eigenmarke Carson vertreibt Dickie in Deutschland Produkte der Marken Tamiya (seit 1986) und Scalextric
  - Tamiya-Carson: Vertrieb von funkferngesteuerten Fahrzeugen und Flugmodellen sowie Plastikmodellbau und Autorennbahnen
- Eichhorn (1998 erworben): Produktion und Vertrieb von Holzspielzeug
- Schuco (1999 erworben): Produktion und Vertrieb von Blechfahrzeugen sowie Miniaturmodellen von Fahrzeugen hauptsächlich in den Maßstäben 1:90, 1:87 (H0), 1:43 und 1:32 (Nenngröße 1), überwiegend aus Zinkdruckguss
- Noris-Spiele (2001 erworben): Produktion und Vertrieb von Gesellschaftsspielen. Hierzu gehören auch:
  - Schipper Art&Crafts (2008 erworben): Malen nach Zahlen
  - Zoch (2010 erworben): deutscher Spieleverlag[10]
- BIG-Spielwarenfabrik (2004 erworben): große Kunststoff-Spielgeräte und Spielgeräte für den Gebrauch im Freien (z. B. Bobby-Car)
- Nicotoy (2006 erworben): Kuscheltiere
- Smoby Toys (2008 gegründet): französischer Spielzeughersteller, zu dem früher schon einmal Majorette und Solido gehörten
- Majorette (2010 erworben): Hersteller von Spielzeugautos[10]
- Solido (2010 erworben): Hersteller von Modellautos
- Heros (2010 erworben): Hersteller von Holzspielzeug[6]
- Märklin (2013 von Siso= Sieber&Sohn erworben): Hersteller von Modelleisenbahnen in den Baugrößen I, H0 und Z.[11] Hierzu gehören auch:
  - LGB: Gartenbahn in Nenngröße IIm
  - Trix: Modelleisenbahnen in den Nenngrößen H0 und N
- AquaPlay (2014 erworben): Hersteller von Wasserbahnsystemen
- Undercover (2015 Mehrheitsbeteiligung erworben): Produkte für den Schulstart
- Zimpli Kids (2017 2/3 Mehrheit): Das englische Unternehmen produziert die„Glibbi“-Badezusätze für Kinder.
- Corolle (2018 erworben): traditionsreicher französischer Puppenhersteller[12]
- Franz Carl Weber (2018 erworben, ab 2019 50%-Beteiligung, 2023 verkauft): Schweizer Spielwaren-Fachhandel[13]
- Kid E Media (2018 Mehrheitliche Beteiligung): Schwedischen Entertainmentgesellschaft Ruta Ett AB, die in KID E MEDIA AB umbenannt wurde
- Jada (2019 erworben): US-Hersteller von Spielzeugautos und Sammlerfiguren[14]
- EXIT Toys (2020 Mehrheitsbeteiligung erworben): Niederländisches Unternehmen für Outdoor Produkte
- Scout (2024 erworben) Markenname für Schulranzen.[15]